# Psila maritima
Psila maritima är en tvåvingeart som beskrevs av Shatalkin 1986. Psila maritima ingår i släktet Psila och familjen rotflugor. Inga underarter finns listade i Catalogue of Life.